# 村上寅次
村上 寅次（むらかみ とらじ、1913年8月10日 - 1996年8月7日）は、日本の教育学者。西南学院大学学長。専門は教育学や教育原理。

## 略歴
1913年（大正2年）8月10日福岡県福岡市に生まれる。九州帝国大学法文学部を1928年（昭和13年）卒業。1953年（昭和28年）西南学院大学短期大学部講師、1954年（昭和29年）助教授、1961年（昭和36年）西南学院大学教授、1962年（昭和37年）教養部長、1963年（昭和38年）文学部長、1976年（昭和51年）学長を歴任。1988年（昭和63年）西南学院理事長に就任した。